# Memphis iphis
Espèce
Memphis iphis est une espèce d'insectes lépidoptères (papillons) de la famille des Nymphalidae, de la sous-famille des Charaxinae et du genre Memphis.

## Dénomination
Memphis iphis a été décrit par Pierre-André Latreille en 1813 sous le nom initial de Nymphalis thamyris puis Nymphalis iphis.

## Description
Memphis iphis est un papillon aux ailes antérieures à bord costal bossu, apex pointu,bord externe concave, angle interne en crochet et bord interne concave. Chaque aile postérieure porte une queue en massue.
Le dessus est bleu marine presque noir avec aux ailes antérieures quelques taches bleu en ligne submarginale.
Le revers est foncé et simule une feuille morte.

## Écologie et distribution

### Protection
Pas de statut de protection particulier.